# آلبرت اسپینوسا
آلبرت اسپینوسا ئی پوچ (کاتالونیایی: Albert Espinosa i Puig؛ ‏ تلفظ کاتالان: [əlˈβɛrt əspiˈnozə i ˈputʃ]؛ زادهٔ ۵ نوامبر ۱۹۷۳) نویسنده، فیلم‌نامه‌نویس، مهندس، طنزنویس و کارگردان فیلم اهل اسپانیا است. او از سن ۱۴ سالگی به مدت ۱۰ سال درگیر نوعی سرطان بود که منجر شد تا یک پا و بخشی از کبدش را از دست بدهد اما زنده ماند و کتاب خاطراتی در زمینه مبارزه‌اش با این بیماری نوشت.
از فیلم‌ها یا مجموعه‌های تلویزیونی که وی در آن‌ها نقش داشته است، می‌توان به «طبقه ۴الف» (۲۰۰۳) اشاره نمود.